# Mirja Hietamies
Mirja Kyllikki Hietamies in Eteläpää (Lemi, 7 gennaio 1931 – 14 marzo 2013) è stata una fondista e dirigente sportiva finlandese.

## Biografia

### Carriera sciistica
Debuttò in campo internazionale nel 1951, quando giunse seconda al Trofeo Holmenkollen. L'anno seguente partecipò ai VI Giochi olimpici invernali di Oslo 1952, vincendo l'argento nella 10 km, e conquistò il bronzo ai  Campionati nazionali, sempre nella 10 km. Nel 1953 vinse il suo primo titolo finlandese, mentre l'anno seguente conquistò un argento e un bronzo ai Mondiali di Falun e s'impose nella classiche di Lahti e Ounasvaara, successi entrambi bissati nel 1955. Nel 1956, suo ultimo anno di agonismo, vinse l'oro nella staffetta ai VII Giochi olimpici invernali e il suo secondo titolo nazionale nella 10 km.

### Carriera dirigenziale
Dopo il ritiro dalle competizioni lavorò per la Federazione sciistica della Finlandia e fu membro del direttivo dal 1965 al 1967. Morì nel 2013.

## Palmarès

### Olimpiadi
- 2 medaglie, valide anche ai fini iridati:
  - 1 oro (staffetta a Cortina d'Ampezzo 1956)
  - 1 argento (10 km a Oslo 1952)

### Mondiali
- 2 medaglie, oltre a quelle conquistate in sede olimpica e valide anche ai fini iridati:
  - 1 argento (staffetta a Falun 1954)
  - 1 bronzo (10 km a Falun 1954)

### Campionati finlandesi
- 3 medaglie:
  - 2 ori (10 km nel 1953; 10 km nel 1956)
  - 1 bronzo (10 km nel 1952)